# Euporismus
Euporismus is een geslacht van insecten uit de familie van de watergaasvliegen (Osmylidae), die tot de orde netvleugeligen (Neuroptera) behoort.

## Soort
- E. albatrox Tillyard, 1916